# Hou Zhihui
Hou Zhihui, född 18 mars 1997 i Meitang, Guiyang, är en kinesisk tyngdlyftare. Hon tävlade för Kina vid olympiska sommarspelen 2020 i Tokyo, där hon vann guld i 49-kilosklassen. Hon är också flerfaldig världsmästare och vinnare i asiatiska mästerskapen. 
I mars 2022 hade hon slagit elva världsrekord.
Vid olympiska sommarspelen 2024 i Paris tog Hou sitt andra OS-guld i 49 kg-klassen efter att ha lyft totalt 206 kg samt noterade ett nytt olympiskt rekord i stöt på 117 kg.